# Ōita (thành phố)
Thành phố Ōita (大分市, Đại Phân thị) là tỉnh lỵ của tỉnh Ōita (大分県) và là một đô thị hạt nhân của vùng đô thị Ōita, một đô thị trung tâm vùng của vùng Đông Kyūshū, phía Nam Nhật Bản.
Thành phố nằm gần như chính giữa dải duyên hải của tỉnh. Khoảng 40% dân số của tỉnh sinh sống tại thành phố tỉnh lỵ này. Thời kỳ thập niên 1960 và 1970, công nghiệp của thành phố phát triển nhanh chóng với các ngành luyện thép và hóa chất làm động lực. Hiện nay, các ngành điện tử là ngành ưu tiên của thành phố Ōita.
Một số danh nhân xuất thân từ thành phố Ōita là thủ tướng Nhật Bản đời thứ 81 Murayama Tomiichi, cầu thủ bóng đá nhà nghề Miura Mitsuhiro, lực sĩ sumo Chiyotaikai Ryūji, v.v...